# Slavko Kotnik
Slavko Kotnik, né le 3 novembre 1962, à Maribor, en République socialiste de Slovénie, est un ancien joueur de basket-ball slovène. Il évolue au poste de pivot. 

## Palmarès
- Coupe de Slovénie 1992, 1993, 1999, 2000, 2001, 2002